# ウェルビングループ
ウェルビングループ株式会社は、埼玉県所沢市坂之下に本拠を置く日本の企業。軽自動車の販売、整備、車検、保険、ガソリンスタンド、その他のアフターサービスなどのサービスをワンストップで提供する。

## 概要
1998年2月に創業。同年3月にウェルビングループの前身である有限会社グローバンネットジャパンを設立し、中古車売買を始める。2019年12月に株式会社高須自動車を完全子会社化し、2020年3月に株式移転によりウェルビングループを設立。地域での顧客のカーライフを支えることで培ったノウハウを、「移・食・住」の”ライフ”にまで拡大しサポートすることを目的としてグループ化を行い、2024年からはグループ採用を実施。「年次関係なく意思決定の機会を設ける」を人材育成のテーマに掲げ、7割が20代の社員で占められる。
グループでオート事業（車両販売・整備・ガソリンスタンド経営）の他、不動産事業・マーケティングコンサル事業、海外事業を行う。連結子会社3社（株式会社グローバンネット、株式会社高須自動車、綿仁株式会社）、及び非連結子会社4社（レアル・バリュー株式会社、ウェルビンマーケティング株式会社、WELLBIN INC.、Wellbin Talbiun Japan Mongolia LLC）の計7社で構成され、主に以下の3つの事業から構成される。
2020年12月期は、新型コロナウイルス感染症対策としてWEB商談やSNS等の販促を強化したことが功を奏し、売上高、利益ともに伸長させた。

### 自動車販売事業
主に軽自動車の新車、未使用車、中古車の販売。軽自動車に特化し、実用車を好む地域ニーズに対応。埼玉県西エリアを中心に自社ブランド『Pa!Cars』の店舗を展開。株式会社高須自動車は、埼玉県中央・東エリアを中心に加盟ブランド『TAX』、自社ブランド『Pa!Cars』の店舗を展開し、綿仁株式会社では、静岡県東エリアを中心に自社ブランド『Pa!Cars』の店舗を展開。

### 自動車整備事業
自動車の車検、整備及び鈑金修理サービス。入庫から見積もり・返車まで最短45分で行う「スピード車検」では、車検口コミサイトの埼玉総合評価1位を獲得。
株式会社グローバンネットでは、埼玉県西エリアを中心に加盟ブランド『車検の速太郎』の店舗を、株式会社高須自動車では、埼玉県中央・東エリアを中心に加盟ブランド『ホリデー車検』の店舗を、綿仁株式会社では静岡県東エリアで加盟ブランド『車検の速太郎』の店舗を展開。

### 保険代理店その他事業
主に損害保険会社の代理店。
その他、株式会社グローバンネットにて飲食店などを運営。

#### ガソリンスタンド事業
静岡県でガソリンスタンド10店舗を運営。

#### 不動産事業（レアル・バリュー株式会社）
中古マンション再生（リノベーション）事業、不動産の仲介及び売買、プロパティ・マネジメント業務、不動産投資運用事業。

#### マーケティング事業（ウェルビンマーケティング株式会社）
早期に自動車業界におけるマーケティングを内製化し、ノウハウを構築。そのノウハウを企業に提供。

## 沿革
- 1998年
  - 2月 - 玉置義議が自動車販売事業を創業。
  - 3月 - 資本金300万円にて有限会社グローバンネットジャパンを設立し、同事業を開始。
- 2000年3月 - 資本金を1,000万円に増資し、株式会社グローバンネットに商号変更。
- 2009年 - グローバンネット、三ツ矢堂製麺FC1号店「ぐりーんうぉーく多摩店」オープン、飲食業開始。
- 2013年 - グローバンネット、車検の速太郎所沢新座店オープン、車検整備業本格稼働開始。
- 2018年 - 不動産事業へ進出。レアル・バリューをグループ化。
- 2019年12月 - 株式会社タカスより、株式会社高須自動車の全株式を取得し、完全子会社化。
- 2020年3月 - 株式移転により、持株会社としてのウェルビングループ株式会社を設立。
- 2021年1月 - WELLBIN INC.（フィリピン）を設立。
- 2022年
  - 2月 - Tokyo PRO Market上場。
  - 4月、ウェルビンマーケティング株式会社を設立。
  - 8月、グローバンネット、Pa!Cars・車検の速太郎川越店オープン。
  - 11月16日 - 綿仁株式会社（静岡県沼津市）の株式を取得し、子会社化することを決定[9]。
- 2023年 - 10月、Wellbin Talbiun Japan Mongolia LLC（モンゴル）を設立。
- 2024年 - 8月、株式会社高須自動車、Pa!Cars・ホリデー車検岩槻店オープン。
- 2025年 - 1月、綿仁株式会社、Pa!Cars三島店オープン。

その他出典

## 所在地
- 本社 - 埼玉県所沢市坂之下17-1

- 支社 - 埼玉県所沢市東所沢2丁目28-17　コアビルⅡ

## 関連会社
- 株式会社グローバンネット[11]
- 株式会社高須自動車[12]
- 綿仁株式会社[13]
- ウェルビンマーケティング株式会社[14]
- レアル・バリュー株式会社[15]
- WELLBIN INC.
- Wellbin Talbiun Japan Mongolia LLC